# Брюс, Фиона
Фиона Элизабет Брюс (англ. Fiona Elizabeth Bruce, 25 апреля 1964, Сингапур) — британская телевизионная журналистка, диктор и телеведущая. С момента перехода на канал BBC в передачу «Панорама» в 1989 году Фиона работала рядом с программами корпораций, включая BBC News at Six, BBC News at Ten, Crimewatch, Antiques Roadshow и Fake or Fortune.
С 2003 по 2007 года она тоже вела собственную телепередачу «Реальная история» (англ. Real Story).

## Реальная жизнь и образование
Фиона Брюс родилась в Сингапуре, от английской матери и шотландского отца, который работал форейтором, чтобы стать управляющим директором компании Unilever. Её мать звали Розмари. У Фионы есть два старших брата. Она получила образование в Gayton Primary School в Heswall на Wirral, Международной школы Милана, а затем Haberdashers' Aske's Hatcham College в Лондоне, Нью-Кросс. Именно в этот период, она позировала в журнале девочек-подростков «Джеки».
Брюс изучала французский и итальянский в Хертфорд, Оксфорд, в это время она была панком, и в течение одной недели у неё были синие волосы.

## Карьера
Став помощником продюсера на «Панораме», она работала репортером в 1992 году на «Breakfast News». Затем она перешла в BBC South East, выступая в качестве случайного ведущего и репортера для прессы «Newsroom South East» и еженедельной информационно-аналитической программы «С первого взгляда». В период с 1994 по 1995 год она была репортером на информационно-аналитической программы BBC2.